# Yoakum (Texas)
Yoakum es una ciudad situada en los condados de Lavaca y DeWitt, Texas, Estados Unidos. Tiene una población estimada, a mediados de 2023, de 5862 habitantes.

## Geografía
La localidad está ubicada en las coordenadas 29°17′36″N 97°8′49″O / 29.29333, -97.14694. Según la Oficina del Censo, tiene una superficie total de 11.88 km², de los cuales 11.86 km² corresponden a tierra firme y 0.02 km² están cubiertos de agua.

## Demografía
Según el censo de 2020, en ese momento la localidad tenía una población de 5908 habitantes. La densidad de población era de 498.15 hab./km².
| Raza                   | Núm. | Porc.   |
| ---------------------- | ---- | ------- |
| Blancos                | 3160 | 53.49%  |
| Afroamericanos         | 576  | 9.75%   |
| Amerindios             | 77   | 1.30%   |
| Asiáticos              | 38   | 0.64%   |
| Isleños del Pacífico   | 1    | 0.02%   |
| De otras razas         | 1028 | 17.40%  |
| De una mezcla de razas | 1028 | 17.40%  |
| Total                  | 5908 | 100.00% |

Del total de la población, el 52.42% eran hispanos o latinos de cualquier raza.